# Mikroregion Mogi Mirim

Mikroregion Mogi Mirim

Mikroregion Mogi Mirim – mikroregion w brazylijskim stanie São Paulo należący do mezoregionu Campinas.

## Gminy
- Artur Nogueira
- Engenheiro Coelho
- Estiva Gerbi
- Itapira
- Mogi Guaçu
- Mogi Mirim
- Santo Antônio de Posse